# Tu dors Nicole
Pour plus de détails, voir Fiche technique et Distribution.
Tu dors Nicole est un film québécois réalisé et scénarisé par Stéphane Lafleur, sorti en 2014. Le film est présenté à la Quinzaine des réalisateurs au Festival de Cannes 2014.

## Synopsis
Nicole, une jeune femme qui habite dans une petite ville, devient de plus en plus désillusionnée par sa vie tranquille durant un été.

## Fiche technique
Source : IMDb et Films du Québec
- Titre original : Tu dors Nicole
- Réalisation : Stéphane Lafleur
- Scénario : Stéphane Lafleur
- Musique : Rémy Nadeau-Aubin, Organ Mood
- Conception visuelle : André-Line Beauparlant
- Costumes : Sophie Lefebvre
- Maquillage : Kathryn Casault
- Coiffure : Martin M. Rivect
- Photographie : Sara Mishara
- Son : Pierre Bertrand, Sylvain Bellemare, Bernard Gariépy Strobl
- Montage : Sophie Leblond
- Production : Kim McCraw et Luc Déry
- Société de production : micro_scope
- Sociétés de distribution : Les Films Séville, Les Films Christal
- Budget : 3,5 millions $ CA
- Pays de production :  Canada
- Tournage : 17 juillet au 28 août 2013, à Saint-Amable et dans les environs de Montréal
- Langue originale : français
- Format : tourné en 35 mm couleur ramené en noir et blanc — format d'image : 1,85:1
- Genre : comédie dramatique
- Durée : 93 minutes
- Dates de sortie :
  - France : 20 mai 2014 (première à la Quinzaine des réalisateurs au Festival de Cannes 2014)
  - Canada : 18 août 2014 (première montréalaise au cinéma Excentris)[2],[3]
  - Canada : 22 août 2014 (sortie en salle au Québec)
  - Canada : 27 janvier 2015 (DVD et Blu-ray)
  - France : 18 mars 2015 (sortie nationale)
- Classification :
  - Québec : Visa général[4]

## Distribution
- Julianne Côté : Nicole Gagnon
- Marc-André Grondin : Rémi Gagnon
- Catherine St-Laurent : Véronique
- Francis La Haye : J.-F., le batteur
- Simon Larouche : Pat, le bassiste
- Godefroy Reding : Martin
- Fanny Mallette : mère de Martin
- Alexis Lefebvre : voix de Martin (voix)
- Pierre-Luc Lafontaine : amant de Nicole
- Claudia-Émilie Beaupré : Mélanie, caissière de la crèmerie
- Juliette Gosselin : Maude Cloutier
- Étienne Charron : Tommy
- Claude Despins : automobiliste
- Luc Senay : père de Nicole (voix)
- Anne-Renée Duhaime : mère de Nicole (voix)
- Denise Dubois : gérante du comptoir vestimentaire
- Bill Corday : M. Belinski

## Production
Pour choisir ses interprètes, Stéphane Lafleur auditionne des comédiens non professionnels et découvre ainsi Julianne Côté, qui n'est pourtant pas une amateure. Les personnages du film étant censées être des musiciens amateurs, le réalisateur a préféré attribuer le rôle du guitariste à Marc-André Grondin car il avait une trop bonne maîtrise de la batterie.
Les chansons du film s'inspirent notamment du style du groupe Fugazi et ont été créées par un ami de Stéphane Lafleur.

## Distinctions
- Festival de Cannes 2014 : sélection dans la Quinzaine des réalisateurs

### Récompenses
- Prix collégial du cinéma québécois 2015[6] : Stéphane Lafleur
- Prix Jutra 2015[7] :
  - meilleur son : Pierre Bertrand, Sylvain Bellemare, Bernard Gariépy Strobl
  - meilleure musique originale : Rémy Nadeau-Aubin et Christophe Lamarche-Ledoux (Organ Mood)
- 15e cérémonie des Vancouver Film Critics Circle Awards - (2015)
  - meilleur film canadien
  - meilleure actrice dans un film canadien : Julianne Côté pour le rôle de Nicole Gagnon
  - meilleur acteur dans un second rôle dans un film canadien : Marc-André Grondin pour le rôle de Rémi Gagnon

### Nominations
- Prix Jutra 2015 :
  - meilleur film : Kim McCraw et Luc Déry (micro_scope)
  - meilleure réalisation : Stéphane Lafleur
  - meilleure actrice : Julianne Côté pour son rôle de Nicole Gagnon
  - meilleure actrice de soutien : Catherine St-Laurent pour son rôle de Véronique Simard
  - meilleur acteur de soutien : Francis La Haye pour son rôle de J.-F., batteur
  - meilleure direction de la photographie : Sara Mishara
  - film s'étant le plus illustré à l'extérieur du Québec : Kim McCraw et Luc Déry (micro_scope)
- 3e prix Écrans canadiens - (2015)
  - meilleur film
  - meilleur réalisateur : Stéphane Lafleur
  - meilleure actrice : Julianne Côté pour le rôle de Nicole Gagnon
  - meilleur acteur : Marc-André Grondin pour le rôle de Rémi Gagnon
  - meilleure actrice dans un second rôle : Catherine St-Laurent pour le rôle de Véronique Simard
  - meilleur scénario original : Stéphane Lafleur
- 15e cérémonie des Vancouver Film Critics Circle Awards - (2015)
  - meilleur réalisateur de film canadien : Stéphane Lafleur
- Festival international du film de Vancouver 2014 : meilleur long métrage canadien : Stéphane Lafleur
- Festival du film Nuits noires de Tallinn 2014 : meilleur film indépendant nord-américain : Stéphane Lafleur
- Festival du film de Hambourg 2014 : Prix de la critique : Stéphane Lafleur
- Trophée francophone de la réalisation : Stéphane Lafleur
- Trophée francophone du second rôle masculin : Marc-André Grondin
- Trophée francophone du scénario : Stéphane Lafleur